# The Big Bubble: Part Four of the Mole Trilogy
Albums de The Residents
Whatever Happened to Vileness Fats?
(1985) Stars and Hank forever
(1986)
The Big Bubble: Part Four of the Mole Trilogy est le titre d'un album des Residents sorti en 1983.

## Titres
1. Sorry
2. Hop a Little
3. Go Where Ya Wanna Go
4. Gotta Gotta Get
5. Cry for the Fire
6. Die-Stay-Go
7. Vinegar
8. Firefly
9. The Big Bubble
10. Fear for the Future
11. Kula Bocca Says So

## Musiciens
- Ray Hanna - vocals
- Raoul N. - vocals
- The Residents - arrangements
- Brian Seff - vocals